# Times Three
Le Times Three sono state una girl band maltese formata nel 1999 e composta da Philippa Farrugia Randon, Diane Stafrace e Francesca Tabone.

## Carriera
Le Times Three sono state create ad hoc per la partecipazione a Kanzunetta Maltija għall-Ewropa '99, il processo di selezione maltese per la ricerca del rappresentante nazionale all'Eurovision Song Contest 1999. Hanno preso parte al festival con la canzone Believe 'n Peace, scritta da Moira Stafrace e composta da Christopher Scicluna, e sono state le più votate dalla giuria fra le 16 canzoni in gara, totalizzando 119 punti.
All'Eurovision le ragazze hanno cantato una versione leggermente modificata di Believe 'n Peace. Si sono piazzate al 15º posto su 23 partecipanti con 32 punti totalizzati. Sono risultate le quarte più votate dal pubblico austriaco e le quarte preferite dalla giuria bosniaca (dove non è stato possibile effettuare un televoto), mentre per il pubblico di Croazia e Regno Unito sono risultate le quinte più votate.
Poco dopo la loro partecipazione al contest, le Times Three si sono sciolte. Philippa, la frontwoman, ha lavorato prima come insegnante di musica e poi come consulente per l'Università di Malta.

## Discografia

### Singoli
- 1999 - Believe 'n Peace